# Bellatrix Lestrange
Bellatrix Lestrange este un personaj fictiv din seria Harry Potter, scrisă de J. K. Rowling. Este sora Narcissei Malfoy și verișoara lui Sirius Black. Este foarte loială Lordului Întunecat, fiind unul dintre cei mai credincioși Devoratori (Death Eaters). Prima ei apariție a fost în cartea/filmul Harry Potter și Ordinul Phoenix, la întoarcerea lui Cap-de-Mort. Într-un final, ea este omorâtă de Molly Weasley în „Bătălia de la Hogwarts”.  

## Linkuri externe:
1. ↑  „Molly Weasley” (în engleză). Heroes and Villains Wiki. Accesat în 30 ianuarie 2023.
2. ↑  „Battle of Hogwarts” (în engleză). Harry Potter Wiki. Accesat în 30 ianuarie 2023.